# Minuskel 83
Minuskel 83 (in der Nummerierung nach Gregory-Aland), ε 1218 (von Soden) ist eine griechische Minuskelhandschrift des Neuen Testaments auf 321 Pergamentblättern (21,4 × 16,6 cm). Mittels Paläographie wurde das Manuskript auf das 11. Jahrhundert datiert. Die Handschrift ist vollständig. 

## Beschreibung
Die Handschrift enthält den Text der vier Evangelien. Er wurde einspaltig mit je 20–21 Zeilen geschrieben. Sie enthält Prolegomena, Listen der κεφαλαια, κεφαλαια, (nicht τιτλοι), Lektionar-Markierungen, αναγνωσεις, Menologion, Unterschriften und  στιχοι.

## Text
Der griechische Text des Kodex repräsentiert den byzantinischen Texttyp. Kurt Aland ordnete ihn in Kategorie V ein. Er gehörte zur Textfamilie Kr.
Der Text Johannes 7,53-8,11 ist mit einem Obelus markiert.

## Geschichte
Früher befand sich die Handschrift in Augsburg (wie Kodex 84 und 85). Sie wurde durch Johann Albrecht Bengel, Johann Martin Augustin Scholz, John William Burgon und Caspar René Gregory untersucht.
Der Kodex befindet sich in der Bayerischen Staatsbibliothek (Gr. 518) in München.